# Clara Jaione
Clara Jaione (Roma, 25 settembre 1927 – Roma, 6 ottobre 2011) è stata una cantante italiana in voga negli anni quaranta e cinquanta.

## Biografia
Nel 1947 venne ammessa al concorso per nuovi cantanti di Radio Roma e, nonostante l'emozione fatta palesare nell'esame finale, il maestro Cinico Angelini la scelse ugualmente per la sua orchestra.
Tra il 1948 ed il 1953 lavorò in radio alla RAI con Armando Fragna, che scrisse per lei una serie di brani spiritosi, i quali ben si adattavano alla sua voce squillante e briosa. Le sue interpretazioni di brani come Alle Terme di Caracalla, Arrivano i nostri (citato nella sigla del programma di Canale 5 Striscia la notizia del periodo 1998-1999 I nostri interpretata da Antonio Ricci, che è la voce cantata del Gabibbo) e I pompieri di Viggiù, ne fecero una delle cantanti più amate dal pubblico.
Nel 1952 le fu dedicata la copertina del primo numero della rivista Sorrisi e Canzoni.
Nel 1955 partecipò al Festival di Sanremo con Era un omino e Zucchero e pepe. Dalla metà degli anni cinquanta la Jaione interruppe la sua carriera musicale.
Sul finire degli anni novanta si mostrò nuovamente al grande pubblico accettando di partecipare come ospite alla trasmissione televisiva di Paolo Limiti. Tornò nuovamente in televisione il 17 ottobre 2008 partecipando alla trasmissione di Rai 1 I migliori anni, condotta da Carlo Conti, e il 26 febbraio 2009 per un'apparizione cantando I pompieri di Viggiù alla trasmissione di Rai 1 Affari tuoi condotto da Max Giusti. Durante la trasmissione I migliori anni ha dichiarato che una delle sue migliori fan fu Clelia Garibaldi, la figlia di Giuseppe Garibaldi.
Nel maggio 2010 è apparsa nella trasmissione I soliti ignoti condotta da Fabrizio Frizzi in cui appariva come identità "cantava i Pompieri di Viggiù". Sempre nello stesso mese del 2010 ha tenuto un concerto a Roma, insieme ad altre colleghe, dedicato interamente agli anni cinquanta.
La cantante muore il 6 ottobre 2011 a Roma all'età di 84 anni, dopo alcuni giorni di ricovero all'ospedale Santo Spirito.

## Discografia parziale

### Singoli
- 1948 – I pompieri di Viggiù/L'onorevole Bricolle (Cetra, DC 4820)
- 1949 – L'appetito vien baciando/Pizzicando il contrabbasso (Cetra, DC 4982)
- 1949 – Mimì e Cocò/Bolognesina mia (Cetra, DC 4984)
- 1949 – Alle terme di Caracalla/Vieni cerchiamo insieme (Cetra, DC 4987)
- 1949 – La guapa/Rosso di sera (Cetra, DC 5019; lato B con Sergio D'Alba)
- 1950 – Bonne Nuit Chérie/Ai bei tempi che Berta filava (Cetra, DC 5134; lato A cantato da Clara Jaione)
- 1951 – C'era una volta un bimbo/L'omino dei palloncini (Cetra, DC 5310)
- 1951 – La Fedora/Totò Tarzan (Cetra, DC 5347)
- 1951 – Quando papà portava i baffi/Il fachiro Ka-Li-Kan (Cetra, DC 5348)